# 布朗鎮區 (阿肯色州門羅縣)
布朗鎮區（英語：Brown Township）是位於美國阿肯色州門羅縣的一個行政鎮區。

## 地方資料
布朗鎮區的面積為76.74平方千米，當中陸地面積為75.25平方千米，而水域面積為1.49平方千米。根據2010年美國人口普查的數據，當地共有人口1人，而人口密度為每平方千米0.01人。